# Ауксохром
Ауксохром (др.-греч. αὐξάνω — «увеличивать» и χρῶμα — «цвет») в органической химии — это группа атомов, соединённых с хромофором, которая изменяет его способность поглощать свет. Сами по себе они не дают окраски, но вместо этого усиливают окраску хромогена, когда он присутствует вместе с хромофорами в органическом соединении. Примеры включают гидроксильные (–OH), аминные (–NH2), альдегидные (–CHO) и метилмеркаптановые группы (–SCH3).
Ауксохром представляет собой функциональную группу атомов с одной или несколькими неподелёнными парами электронов, которая при соединении с хромофором изменяет как длину волны, так и интенсивность поглощения. Если эти группы находятся в прямой конъюгации с пи-системой хромофора, то они могут увеличить длину волны, при которой поглощается свет, и в результате усилить поглощение. Особенностью этих ауксохромов является наличие, как минимум, одной неподелённой пары электронов, которую можно рассматривать как расширение системы конъюгации за счёт резонанса.

## Воздействие на хромофор
Усиливает цвет любого органического соединения. Например, бензол бесцветен, так как в составе отсутствует хромофор, но нитробензол имеет бледно-жёлтый цвет из-за присутствия нитрогруппы (-NO2), которая действует как хромофор. При этом п-гидроксинитробензол имеет тёмно-жёлтый цвет, в котором группа -ОН действует как ауксохром. Здесь ауксохром (-ОН) сопряжён с хромофором -NO2. Подобное поведение наблюдается и с азобензолом, свойственно красным, но в соединении п-гидроксиазобензола приобретающим тёмно-красный цвет.
Присутствие ауксохрома в молекуле хромогена необходимо для получения красителя. Однако, если ауксохром присутствует в мета-положении к хромофору, то он не влияет на цвет.
Ауксохром производит батохромный сдвиг, поскольку увеличивает длину волны поглощения и благодаря этому приближается к инфракрасному свету. Законы Вудворда-Физера рассчитывают сдвиг длины волны максимального поглощения для нескольких ауксохромов, соединённых с сопряжённой системой в органической молекуле.
Ауксохром помогает красителю связываться с окрашиваемым объектом. Электролитическая диссоциация ауксохромной группы помогает связыванию, и именно по этой причине основное вещество принимает кислотный краситель.

## Классификация
Существуют два основных типа ауксохромов:
- Кислотные: -COOH, -OH, -SO3H
- Основные: -NH2, -NHR, -NR2